# 1999 JP91
1999 JP91 är en asteroid i huvudbältet som upptäcktes den 12 maj 1999 av LINEAR i Socorro County, New Mexico.
Den tillhör asteroidgruppen Eos.